# Asfeld
Asfeld is een gemeente in het Franse departement Ardennes in de regio Grand Est en maakt deel uit van het arrondissement Rethel. De gemeente telde 1.081 inwoners op 1 januari 2022.

## Geschiedenis
In de vroege middeleeuwen heette de plaats Ecry en heersten de heren van Escry. Op 28 november 1199 werd het Toernooi van Ecry gehouden, een bijeenkomst met als doel, een oproep voor de Vierde Kruistocht. In 1671 werd de graaf van Avaux eigenaar en in 1730 kocht maarschalk van Frankrijk Claude François Bidal d'Asfeld het graafschap, vandaar de naamsverandering.
Asfeld was de hoofdplaats van het gelijknamige kanton tot het op 22 maart 2015 werd opgeheven en de gemeenten werden opgenomen in het kanton Château-Porcien.

## Geografie
De oppervlakte van Asfeld bedraagt 22,19 vierkante kilometer; Op 1 januari 2022 was de bevolkingsdichtheid 48,7 inwoners per km².

De onderstaande kaart toont de ligging van Asfeld met de belangrijkste infrastructuur en aangrenzende gemeenten.

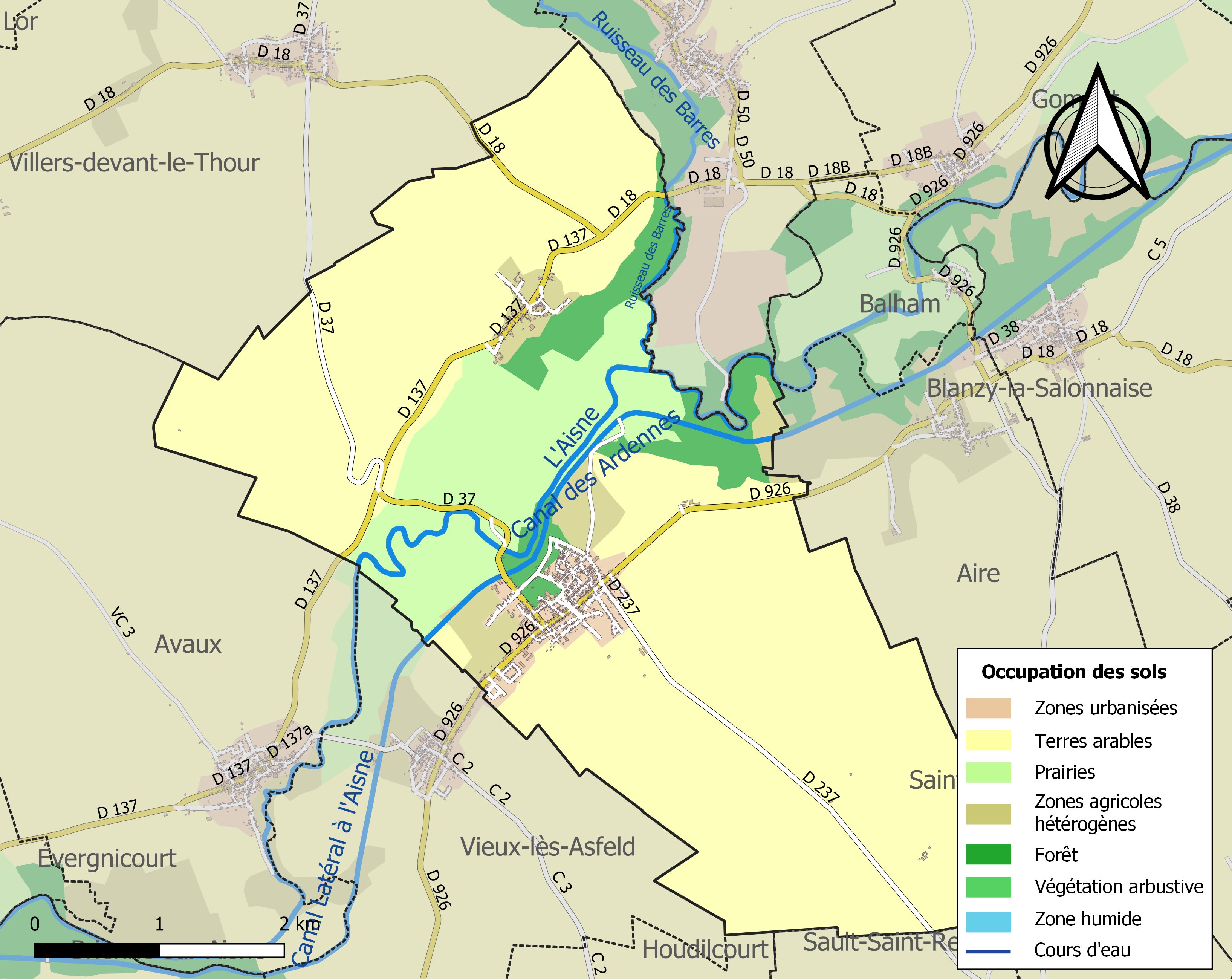

## Demografie
Onderstaande figuur toont het verloop van het inwonertal.
Vanwege een beveiligingsprobleem met de MediaWiki Graph-software is het momenteel niet mogelijk deze grafiek weer te geven. Zodra de software is bijgewerkt zal de grafiek vanzelf weer zichtbaar worden.

## Bezienswaardigheden

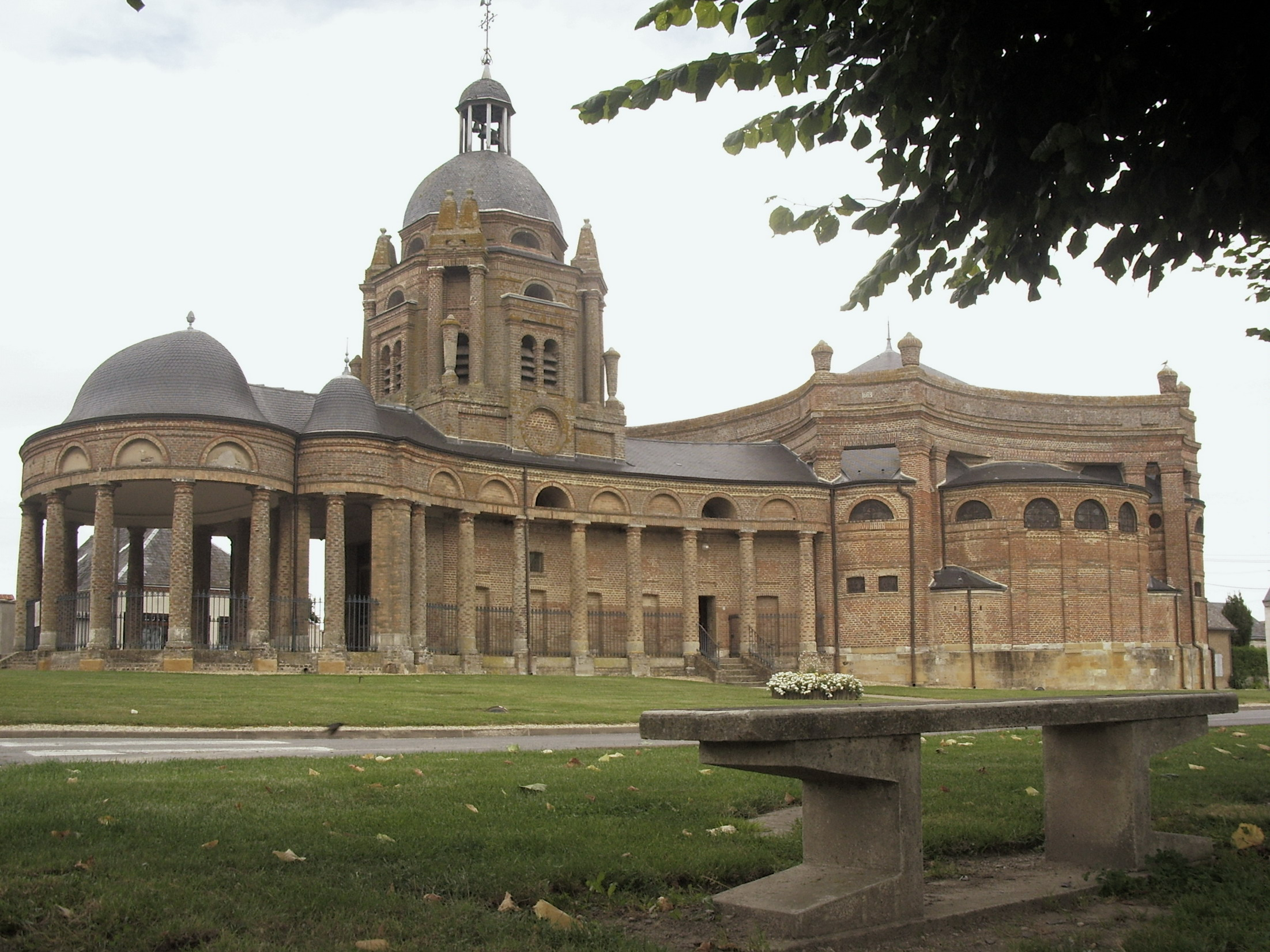
Kerk Saint-Didier van Asfeld

Asfeld heeft een opmerkelijke parochiekerk. De Saint-Didierkerk dateert uit 1681-1685 en is opgetrokken in barokstijl. Het gebouw werd ontworpen door de dominicaan François Romain, die had meegeholpen bij het ontwerp van de Pont Royal in Parijs, in opdracht van graaf Jean-Jacques de Mesmes. Het bakstenen kerkgebouw, de stenen werden ter plaatse gebakken, heeft een plattegrond in de vorm van een viola da gamba; de opdrachtgever meende dat in een gebouw in de vorm van een muziekinstrument de gebeden en gezangen van de gelovigen beter de hemel konden bereiken.
Het gebouw bestaat uit drie delen: een overdekte zuilengalerij, de klokkentoren en een rotonde. De kerk is omgeven door een colonnade en heeft een lengte van 44,82 meter, een omtrek van 145 m en een doorsnede van 21.43 m. Het aantal zuilen en pilaren bedraagt 138. In het gebouw bevinden zich 5 grotere en 5 kleinere kapellen, die verbonden worden door een rondlopend gangetje met rondboogpoortjes. Op de etage loopt een minigalerie en er zijn tribunes.
Sinds 2002 wordt er in Asfeld een internationaal viola da gamba-festival gehouden.
Aire · Alincourt · Annelles · Asfeld · Aussonce · Avançon · Avaux · Balham · Banogne-Recouvrance · Bergnicourt · Bignicourt · Blanzy-la-Salonnaise · Brienne-sur-Aisne · Château-Porcien · Le Châtelet-sur-Retourne · Condé-lès-Herpy · L'Écaille · Écly · Gomont · Hannogne-Saint-Rémy · Hauteville · Herpy-l'Arlésienne · Houdilcourt · Inaumont · Juniville · Ménil-Annelles · Ménil-Lépinois · Neuflize · La Neuville-en-Tourne-à-Fuy · Perthes · Poilcourt-Sydney · Roizy · Saint-Fergeux · Saint-Germainmont · Saint-Loup-en-Champagne · Saint-Quentin-le-Petit · Saint-Remy-le-Petit · Sault-Saint-Remy · Seraincourt · Sévigny-Waleppe · Son · Tagnon · Taizy · Le Thour · Vieux-lès-Asfeld · Villers-devant-le-Thour · Ville-sur-Retourne